# Cerkiew Świętych Piotra i Pawła w Gudovacu
Cerkiew Świętych Apostołów Piotra i Pawła – prawosławna cerkiew w Gudovacu, filialna świątynia parafii św. Jerzego w Grubisznym Polju, w metropolii zagrzebsko-lublańskiej Serbskiego Kościoła Prawosławnego.
Cerkiew została wzniesiona najprawdopodobniej w 1724. W 1902 pojawił się w niej osiemnastowieczny ikonostas autorstwa Jovan Četirevicia Grabovana, stanowiący dawniej część wyposażenia prawosławnej świątyni w Welikich Sredicach, a następnie w Bjelovarze. W 1980 miał miejsce generalny remont, a następnie ponowne poświęcenie obiektu.
Świątynia poważnie ucierpiała w czasie wojny w Chorwacji. Z ikonostasu skradziono dwanaście ikon, część konstrukcji przekazano natomiast do cerkwi w Bjelovarze.